# Liste der Orte im Landkreis Miesbach
Die Liste der Orte im Landkreis Miesbach listet die 737 amtlich benannten Gemeindeteile (Hauptorte, Kirchdörfer, Pfarrdörfer, Dörfer, Weiler und Einöden) im Landkreis Miesbach auf.

## Systematische Liste
Alphabet der Städte und Gemeinden mit den zugehörigen Orten.
- Die Gemeinde Bad Wiessee mit 8 Gemeindeteilen:
  - Pfarrdorf Bad Wiessee
  - Dorf Holz
  - Weiler Buch und Rohbogen
  - Einöden Bauer in der Au, Grundner und Winner
  - Sonstiger Ort Abwinkl

- Die Gemeinde Bayrischzell mit 15 Gemeindeteilen:
  - Pfarrdorf Bayrischzell
  - Dörfer Geitau und Osterhofen
  - Weiler Bäckeralpe, Dorf, Hochkreut, Klarermühl und Sudelfeld
  - Einöden Klarer, Kloo, Niederhofen, Noidach, Riedler und Zipflwirt
  - Unterkunftshaus Wendelsteinhaus

- Die Gemeinde Fischbachau mit 123 Gemeindeteilen:
  - Pfarrdörfer Elbach und Fischbachau
  - Kirchdorf Birkenstein
  - Dörfer Ahrain, Aurach, Brunnfeld, Deisenried, Durham, Dürnbach, Eben, Faistenau, Grandau, Greisbach, Hagnberg, Hammer, Hundham, Lehen, Marbach, Mühlau, Ried, Sandbichl, Schwarzenberg, Sonnenholz, Stauden und Wörnsmühl
  - Weiler Achau, Aich, Bichl, Buchberg, Drachenthal, Effenstätt, Endstall, Gasteig, Grabenau, Kreit, Krugalm, Mühlkreit, Oppenried, Point, Sacher, Salmer, Schneider, Schreiern, Stocker, Stög, Streitwiese, Unterschönberg, Weißenbach und Winkl
  - Einöden Achatswies, Aigenthal, Angermann, Auerbauer, Auerberg, Bach, Baderer, Brandstatt, Buch, Dürreneck, Engelsberg, Engelsried, Feilenberg, Frauenried, Fülling, Funk, Galling, Gern, Gerstenbrand, Glückstatt, Gmais, Gottenau, Graben, Granzer, Großhalmannseck, Großkirchberg, Grub, Grünberg, Hammerer, Hocheck, Höh, Holz, Hub, Kaltenbrunn, Kleinhalmannseck, Kleinkirchberg, Kogl, Koller, Kuhberg, Lammerhof, Lehenmühle, Maier, Mittelgschwend, Neuhäusler, Oberachau, Obergschwend, Öd, Oeder, Osten, Pötzing, Rank, Rettenbach, Roßruck, Schneeberg, Schnellsried, Schnitzenbaum, Schönberger, Sonnenleiten, Sonnenreuth, Stadl, Steingraben, Stipfing, Thalhäusler, Tiefenthal, Trach, Untergasteig, Untergrünberg, Untergschwend, Unteröd, Uslau, Vorderauerberg, Westengern, Westner und Wetzelsberg

- Die Gemeinde Gmund a.Tegernsee mit 45 Gemeindeteilen:
  - Pfarrdorf Gmund am Tegernsee
  - Dörfer Ackerberg, Am See, Dürnbach, Eck, Festenbach, Finsterwald, Gasse, Moosrain, Osterberg, Ostin und Sankt Quirin
  - Weiler Berg, Buchleiten, Eben, Giglberg, Laffenthal, Moos, Moosbach, Rainmühle, Schmerold, Schneiderhäusl, Schuß, Schwärzenbach und Waldhof
  - Einöden Angerlweber, Antenloh, Baumgarten, Bürstling, Grub, Grund, Hallmannshof, Kaltenbrunn, Mühlthal, Niemandsbichl, Oed, Reith, Rennhäusl, Riedl, Schafstatt, Schweinberg, Wackersberg, Wehdorn und Zahlersberg
  - Fabrik Louisenthal

- Die Gemeinde Hausham mit 36 Gemeindeteilen:
  - Pfarrdörfer Agatharied und Hausham
  - Dörfer Holz, Tiefenbach und Tratberg
  - Weiler Berg, Eck, Ed, Fehn, Grub, Gschwendt, Lehen, Mösl, Poschmühl, Rain und Rettenbeck
  - Einöden Au, Biberg, Bodenrain, Brenten, Eckart, Freigut, Freudenreich, Gunetsrain, Guntsberg, Harzberg, Haslrain, Hausruck, Hof, Laim, Leiten, Moosrain, Mühlstatt, Pichl, Sonnenstatt und Starz

- Der Markt Holzkirchen mit 36 Gemeindeteilen:
  - Hauptort Holzkirchen
  - Pfarrdorf Großhartpenning
  - Kirchdörfer Fellach, Föching, Kleinhartpenning, Roggersdorf und Sufferloh
  - Dörfer Erlkam, Haid und Marschall
  - Siedlung Fichtholz
  - Weiler Aberg, Asberg, Buch, Forstbauer, Kurzenberg, Mölgg-Aberg, Teufelsgraben und Thann
  - Einöden Babenberg, Baumgarten, Grasberg, Heignkam, Holzbauer, Inselkam, Kögelsberg, Kühlechner, Leithen, Maitz, Nehaider, Pelletsmühl, Reith, Ried, Stubenbach, Thannseidl und Winkel

- Die Gemeinde Irschenberg mit 143 Gemeindeteilen:
  - Pfarrdörfer Frauenried, Irschenberg und Niklasreuth
  - Kirchdorf Reichersdorf
  - Dörfer Buchbichl, Jedling, Loiderding, Oberhasling, Radthal, Schwaig, Wendling und Wöllkam
  - Weiler Auerschmied, Aufham, Bernrain, Eyrain, Fußstall, Graßau, Grub, Hackling, Haslinger Mühle, Hochholz, Hofreuth, Kirchsteig, Lanzing, Marksteiner, Niederhasling, Obholz, Pfaffing, Pfisterer, Riedgasteig, Rieding, Salzhub, Schlachtham, Schwamham, Sinnetsbichl, Sperlasberg, Windwart und Zieglhaus
  - Einöden Ableiten, Ahrain, Alb, Angl, Aschbach, Bach, Bäck, Bergbauer, Berger, Bichl, Binzerhütte, Brandlberg, Brandstatt, Briefer, Brunnmoos, Buchfeld, Deining, Deßl, Ehgarten, Eichbichl, Falter, Fehleiten, Furt, Fuß, Gasteig, Gehrer, Giglberg, Gmoabauer, Grainholzer, Großhub, Großschönau, Großschwaig, Grund, Grundbach, Harrain, Harraß, Hatzl, Heimatsreut, Heimberg, Heißkistler, Hilgenrain, Hinterholz, Hinteröd, Hofer, Hollerthal, Holzer, Huber, Imbuchs, Immenfeld, Jedlinger Mühle, Kalten, Karlinger, Karrenhub, Kasthub, Katzenberg, Kindler, Kleinhub, Köck, Kogel, Kolmberg, Krinning, Lehermann, Leiten, Lengfeld, Locher, Loder, Moarhof, Moos, Moosbauer, Moosweber, Neuhäusel, Neuradthal, Nußbaum, Oberkretzach, Obermoos, Oed, Offenstätter, Ponlehen, Ponleiten, Poschanger, Reiter, Riedberg, Riedl, Schlosser, Schwibich, Seeried, Sonnenhub, Sporer, Starzberg, Staudinger, Stolzenberg, Streitau, Thalhamer, Unterholz, Unterkretzach, Untermoos, Unterschönau, Wartbichl, Wiedmann, Wienbauer, Wieser, Willenberg, Wilparting und Winastött

- Die Gemeinde Kreuth mit 20 Gemeindeteilen:
  - Pfarrdorf Kreuth
  - Kirchdorf Glashütte
  - Dörfer Brunnbichl, Enterbach, Enterfels, Oberhof, Pförn, Point, Reitrain, Riedlern, Ringsee, Schärfen, Scharling und Weissach
  - Weiler mit Kirche Wildbad Kreuth
  - Weiler Bayerwald, Grüneck, Leiten, Stuben und Trinis

- Die Stadt Miesbach mit 78 Gemeindeteilen:
  - Hauptort Miesbach
  - Pfarrdorf Parsberg
  - Dörfer Anger, Au, Bergham, Grießer, Haidmühl, Harzberg, Harztal, Kleinthal, Leitzach, Mühlau, Potzenberg und Wachlehen
  - Siedlungen Berghalde und Schopfgraben
  - Weiler Baumer, Bemberg, Birkner, Großthal, Hofwies, Kalchöd, Schopf, Schweinthal und Straß
  - Einöden Aigner, Auerhof, Bach, Bärenschütz, Baumgartner, Baumstingl, Brandhof, Bucher, Eberl, Ed, Frauenhof, Gasteig, Gieshof, Halmer, Haselsteig, Hinterloher, Hof, Höger, Hohenlehen, Holzer, Jägerbauer, Klafflehen, Köpferl, Krauthof, Lehen, Lichtenau, Loferer, Oberhof, Oberhöger, Oberlinner, Plutzer, Rain, Ratzenlehen, Rauscher, Reinsberger, Reit, Schönberg, Seestaller, Segenhaus, Siebzger, Stadlberg, Steinberg, Stoib, Sulzgraben, Thalhammer, Unterhöger, Unterlinner, Unterwartbichl, Voglsang, Walch, Wallenburg und Winkl
  - Fabrik Müller am Baum

- Die Gemeinde Otterfing mit 6 Gemeindeteilen:
  - Pfarrdorf Otterfing
  - Kirchdörfer Bergham und Wettlkam
  - Dörfer Holzham und Palnkam
  - Einöde Heigenkam

- Die Gemeinde Rottach-Egern mit 23 Gemeindeteilen:
  - Pfarrdorf Egern
  - Dörfer Berg, Ellmau, Gasse, Hagrain, Haslau, Kalkofen, Oberach, Rottach, Schorn, Sonnenmoos, Staudach, Sutten, Trinis, Weissach und Wolfsgrub
  - Weiler Brandstatt, Enterrottach, Erlach, Kühzagl und Unterwallberg
  - Einöde Gutfeld
  - Unterkunftshaus Wallberg

- Der Markt Schliersee mit 19 Gemeindeteilen:
  - Hauptort Schliersee
  - Pfarrdorf Neuhaus
  - Kirchdörfer Fischhausen und Spitzingsee
  - Dörfer Abwinkl, Attenberg, Breitenbach und Josefsthal
  - Weiler Müller in Mühle und Valepp
  - Einöden Grünboden, Kalkgraben, Krainsberg, Kreit, Oberleiten, Pürstling, Riß und Schwaig
  - Westenhofen, verbunden mit dem Hauptort Schliersee

- Die Stadt Tegernsee

- Die Gemeinde Valley mit 18 Gemeindeteilen:
  - Pfarrdörfer Oberdarching und Unterdarching
  - Kirchdörfer Grub, Hohendilching, Mitterdarching, Oberlaindern und Schmidham
  - Dörfer Anderlmühle, Kreuzstraße, Sollach, Unterlaindern und Valley
  - Weiler Mühlthal
  - Einöden Fentberg, Grubmühle, Kleinschwaig, Neustadl und Wildschwaiger

- Die Gemeinde Waakirchen mit 31 Gemeindeteilen:[2]
  - Pfarrdörfer Schaftlach und Waakirchen
  - Kirchdörfer Anger und Piesenkam
  - Dörfer Hauserdörfl, Marienstein, Point und Staudach
  - Weiler Berg, Fuchsloch, Hirschstätt, Kammerloh, Kappelschuster, Keilsried, Krottenthal, Krottenthaler Alm, Praßberg und Rieder
  - Einödsiedlung Riedern
  - Einöden Allerer, Demmelberg, Frauenreit, Georgenried, Haslach, Hinterholz, Hörpoint, Raßhof, Sarreit, Steinberg, Stelzerhof und Urschenthal

- Die Gemeinde Warngau mit 81 Gemeindeteilen:
  - Pfarrdorf Oberwarngau
  - Kirchdörfer Osterwarngau, Reitham und Wall
  - Dörfer Bernloh, Einhaus und Lochham
  - Siedlung Loch
  - Weiler Allerheiligen, Allhöfe, Bergham, Böttberg, Bürg, Burgweg, Draxlham, Hairer, Heigenkam, Holzmann, Hummelsberg, Kleinlechner, Schmerold, Tannried und Weidenau
  - Einöden Ableitner, Allgäu, Angerer, Aning, Bichlbauer, Bürgtal, Christoph, Daxer, Dickl, Drahtzieher, Feldschuster, Gschwendtner, Haid, Haidhub, Hainz, Heigenland, Hinterhöher, Hochleiten, Höhenstein, Hörndl, Hössenthal, Hufnagl, Jehl, Kaishof, Kirchlehen, Kirchweg, Lechner, Lehner, Ludwiger, Markhaus, Marold, Meister, Mühlweg, Neuhaus, Neuhäusler, Pinkeneis, Plankenhofer, Polz, Rain, Rauscher, Rechtal, Rinnentrad, Sakra, Schusterhäusl, Schwarz, Sonnenreuth, Stadler, Steiner, Steingräber, Stillner, Stuttlehen, Taubenberg, Thalham, Thalmühl, Trost, Vorderhöher, Wieser und Wölfl

- Die Gemeinde Weyarn mit 52 Gemeindeteilen:[3]
  - Pfarrdörfer Neukirchen und Weyarn
  - Kirchdörfer Esterndorf, Holzolling, Kleinpienzenau und Sonderdilching
  - Dörfer Einhaus, Fentbach, Großpienzenau, Großseeham, Kleinseeham, Naring, Reinthal, Standkirchen, Stürzlham, Thalham und Wattersdorf
  - Weiler Bach, Bruck, Gotzing, Günderer, Haus, Kleinhöhenkirchen, Niederaltenburg, Riedler und Seiding
  - Einöden Adam, Aigner, Arnhofen, Baderer, Bernecker, Erb, Erlach, Feller, Ferdinand, Filzer, Grabenstoffl, Hochhaus, Huber, Kilian, Langenegger, Linnerer, Mittenkirchen, Nudler, Öd, Ötz, Ried, Schliershofer, Schwarzöd, Still, Westin und Zehenthofer

## Alphabetische Liste
In Fettschrift erscheinen die Orte, die namengebend für die Gemeinde sind.

### A
- Aberg zu Holzkirchen
- Ableiten zu Irschenberg
- Ableitner zu Warngau
- Abwinkl zu Bad Wiessee
- Abwinkl zu Schliersee
- Achatswies zu Fischbachau
- Achau zu Fischbachau
- Ackerberg zu Gmund a.Tegernsee
- Adam zu Weyarn
- Agatharied zu Hausham
- Ahrain zu Fischbachau
- Ahrain zu Irschenberg
- Aich zu Fischbachau
- Aigenthal zu Fischbachau
- Aigner zu Miesbach
- Aigner zu Weyarn
- Alb zu Irschenberg
- Allerer zu Waakirchen
- Allerheiligen zu Warngau
- Allgäu zu Warngau
- Allhöfe zu Warngau
- Am See zu Gmund a.Tegernsee
- Anderlmühle zu Valley
- Anger zu Miesbach
- Anger zu Waakirchen
- Angerer zu Warngau
- Angerlweber zu Gmund a.Tegernsee
- Angermann zu Fischbachau
- Angl zu Irschenberg
- Aning zu Warngau
- Antenloh zu Gmund a.Tegernsee
- Arnhofen zu Weyarn
- Asberg zu Holzkirchen
- Aschbach zu Irschenberg
- Attenberg zu Schliersee
- Au zu Hausham
- Au zu Miesbach
- Auerbauer zu Fischbachau
- Auerberg zu Fischbachau
- Auerhof zu Miesbach
- Auerschmied zu Irschenberg
- Aufham zu Irschenberg
- Aurach zu Fischbachau

↑ Zurück zum Inhaltsverzeichnis

### B
- Babenberg zu Holzkirchen
- Bach zu Fischbachau
- Bach zu Irschenberg
- Bach zu Miesbach
- Bach zu Weyarn
- Bäck zu Irschenberg
- Bäckeralpe zu Bayrischzell
- Bad Wiessee
- Baderer zu Fischbachau
- Baderer zu Weyarn
- Bärenschütz zu Miesbach
- Bauer in der Au zu Bad Wiessee
- Baumer zu Miesbach
- Baumgarten zu Gmund a.Tegernsee
- Baumgarten zu Holzkirchen
- Baumgartner zu Miesbach
- Baumstingl zu Miesbach
- Bayerwald zu Kreuth
- Bayrischzell
- Bemberg zu Miesbach
- Berg zu Gmund a.Tegernsee
- Berg zu Hausham
- Berg zu Rottach-Egern
- Berg zu Waakirchen
- Bergbauer zu Irschenberg
- Berger zu Irschenberg
- Berghalde zu Miesbach
- Bergham zu Miesbach
- Bergham zu Otterfing
- Bergham zu Warngau
- Bernecker zu Weyarn
- Bernloh zu Warngau
- Bernrain zu Irschenberg
- Biberg zu Hausham
- Bichl zu Fischbachau
- Bichl zu Irschenberg
- Bichlbauer zu Warngau
- Binzerhütte zu Irschenberg
- Birkenstein zu Fischbachau
- Birkner zu Miesbach
- Bodenrain zu Hausham
- Böttberg zu Warngau
- Brandhof zu Miesbach
- Brandlberg zu Irschenberg
- Brandstatt zu Fischbachau
- Brandstatt zu Irschenberg
- Brandstatt zu Rottach-Egern
- Breitenbach zu Schliersee
- Brenten zu Hausham
- Briefer zu Irschenberg
- Bruck zu Weyarn
- Brunnbichl zu Kreuth
- Brunnfeld zu Fischbachau
- Brunnmoos zu Irschenberg
- Buch zu Bad Wiessee
- Buch zu Fischbachau
- Buch zu Holzkirchen
- Buchberg zu Fischbachau
- Buchbichl zu Irschenberg
- Bucher zu Miesbach
- Buchfeld zu Irschenberg
- Buchleiten zu Gmund a.Tegernsee
- Bürg zu Warngau
- Bürgtal zu Warngau
- Burgweg zu Warngau
- Bürstling zu Gmund a.Tegernsee

↑ Zurück zum Inhaltsverzeichnis

### C
- Christoph zu Warngau

↑ Zurück zum Inhaltsverzeichnis

### D
- Daxer zu Warngau
- Deining zu Irschenberg
- Deisenried zu Fischbachau
- Demmelberg zu Waakirchen
- Deßl zu Irschenberg
- Dickl zu Warngau
- Dorf zu Bayrischzell
- Drachenthal zu Fischbachau
- Drahtzieher zu Warngau
- Draxlham zu Warngau
- Durham zu Fischbachau
- Dürnbach zu Fischbachau
- Dürnbach zu Gmund a.Tegernsee
- Dürreneck zu Fischbachau

↑ Zurück zum Inhaltsverzeichnis

### E
- Eben zu Fischbachau
- Eben zu Gmund a.Tegernsee
- Eberl zu Miesbach
- Eck zu Gmund a.Tegernsee
- Eck zu Hausham
- Eckart zu Hausham
- Ed zu Hausham
- Ed zu Miesbach
- Effenstätt zu Fischbachau
- Egern zu Rottach-Egern
- Ehgarten zu Irschenberg
- Eichbichl zu Irschenberg
- Einhaus zu Warngau
- Einhaus zu Weyarn
- Elbach zu Fischbachau
- Ellmau zu Rottach-Egern
- Endstall zu Fischbachau
- Engelsberg zu Fischbachau
- Engelsried zu Fischbachau
- Enterbach zu Kreuth
- Enterfels zu Kreuth
- Enterrottach zu Rottach-Egern
- Erb zu Weyarn
- Erlach zu Rottach-Egern
- Erlach zu Weyarn
- Erlkam zu Holzkirchen
- Esterndorf zu Weyarn
- Eyrain zu Irschenberg

↑ Zurück zum Inhaltsverzeichnis

### F
- Faistenau zu Fischbachau
- Falter zu Irschenberg
- Fehleiten zu Irschenberg
- Fehn zu Hausham
- Feilenberg zu Fischbachau
- Feldschuster zu Warngau
- Fellach zu Holzkirchen
- Feller zu Weyarn
- Fentbach zu Weyarn
- Fentberg zu Valley
- Ferdinand zu Weyarn
- Festenbach zu Gmund a.Tegernsee
- Fichtholz zu Holzkirchen
- Filzer zu Weyarn
- Finsterwald zu Gmund a.Tegernsee
- Fischbachau
- Fischhausen zu Schliersee
- Föching zu Holzkirchen
- Forstbauer zu Holzkirchen
- Frauenhof zu Miesbach
- Frauenreit zu Waakirchen
- Frauenried zu Fischbachau
- Frauenried zu Irschenberg
- Freigut zu Hausham
- Freudenreich zu Hausham
- Fuchsloch zu Waakirchen
- Fülling zu Fischbachau
- Funk zu Fischbachau
- Furt zu Irschenberg
- Fuß zu Irschenberg
- Fußstall zu Irschenberg

↑ Zurück zum Inhaltsverzeichnis

### G
- Galling zu Fischbachau
- Gasse zu Gmund a.Tegernsee
- Gasse zu Rottach-Egern
- Gasteig zu Fischbachau
- Gasteig zu Irschenberg
- Gasteig zu Miesbach
- Gehrer zu Irschenberg
- Geitau zu Bayrischzell
- Georgenried zu Waakirchen
- Gern zu Fischbachau
- Gerstenbrand zu Fischbachau
- Gieshof zu Miesbach
- Giglberg zu Gmund a.Tegernsee
- Giglberg zu Irschenberg
- Glashütte zu Kreuth
- Glückstatt zu Fischbachau
- Gmais zu Fischbachau
- Gmoabauer zu Irschenberg
- Gmund a.Tegernsee
- Gottenau zu Fischbachau
- Gotzing zu Weyarn
- Graben zu Fischbachau
- Grabenau zu Fischbachau
- Grabenstoffl zu Weyarn
- Grainholzer zu Irschenberg
- Grandau zu Fischbachau
- Granzer zu Fischbachau
- Grasberg zu Holzkirchen
- Graßau zu Irschenberg
- Greisbach zu Fischbachau
- Grießer zu Miesbach
- Großhalmannseck zu Fischbachau
- Großhartpenning zu Holzkirchen
- Großhub zu Irschenberg
- Großkirchberg zu Fischbachau
- Großpienzenau zu Weyarn
- Großschönau zu Irschenberg
- Großschwaig zu Irschenberg
- Großseeham zu Weyarn
- Großthal zu Miesbach
- Grub zu Fischbachau
- Grub zu Gmund a.Tegernsee
- Grub zu Hausham
- Grub zu Irschenberg
- Grub zu Valley
- Grubmühle zu Valley
- Grünberg zu Fischbachau
- Grünboden zu Schliersee
- Grund zu Gmund a.Tegernsee
- Grund zu Irschenberg
- Grundbach zu Irschenberg
- Grundner zu Bad Wiessee
- Grüneck zu Kreuth
- Gschwendt zu Hausham
- Gschwendtner zu Warngau
- Günderer zu Weyarn
- Gunetsrain zu Hausham
- Guntsberg zu Hausham
- Gutfeld zu Rottach-Egern

↑ Zurück zum Inhaltsverzeichnis

### H
- Hackling zu Irschenberg
- Hagnberg zu Fischbachau
- Hagrain zu Rottach-Egern
- Haid zu Holzkirchen
- Haid zu Warngau
- Haidhub zu Warngau
- Haidmühl zu Miesbach
- Hainz zu Warngau
- Hairer zu Warngau
- Hallmannshof zu Gmund a.Tegernsee
- Halmer zu Miesbach
- Hammer zu Fischbachau
- Hammerer zu Fischbachau
- Harrain zu Irschenberg
- Harraß zu Irschenberg
- Harzberg zu Hausham
- Harzberg zu Miesbach
- Harztal zu Miesbach
- Haselsteig zu Miesbach
- Haslach zu Waakirchen
- Haslau zu Rottach-Egern
- Haslinger Mühle zu Irschenberg
- Haslrain zu Hausham
- Hatzl zu Irschenberg
- Haus zu Weyarn
- Hauserdörfl zu Waakirchen
- Hausham
- Hausruck zu Hausham
- Heigenkam zu Otterfing
- Heigenkam zu Warngau
- Heigenland zu Warngau
- Heignkam zu Holzkirchen
- Heimatsreut zu Irschenberg
- Heimberg zu Irschenberg
- Heißkistler zu Irschenberg
- Hilgenrain zu Irschenberg
- Hinterhöher zu Warngau
- Hinterholz zu Irschenberg
- Hinterholz zu Waakirchen
- Hinterloher zu Miesbach
- Hinteröd zu Irschenberg
- Hirschstätt zu Waakirchen
- Hocheck zu Fischbachau
- Hochhaus zu Weyarn
- Hochholz zu Irschenberg
- Hochkreut zu Bayrischzell
- Hochleiten zu Warngau
- Hof zu Hausham
- Hof zu Miesbach
- Hofer zu Irschenberg
- Hofreuth zu Irschenberg
- Hofwies zu Miesbach
- Höger zu Miesbach
- Höh zu Fischbachau
- Hohendilching zu Valley
- Hohenlehen zu Miesbach
- Höhenstein zu Warngau
- Hollerthal zu Irschenberg
- Holz zu Bad Wiessee
- Holz zu Fischbachau
- Holz zu Hausham
- Holzbauer zu Holzkirchen
- Holzer zu Irschenberg
- Holzer zu Miesbach
- Holzham zu Otterfing
- Holzkirchen
- Holzmann zu Warngau
- Holzolling zu Weyarn
- Hörndl zu Warngau
- Hörpoint zu Waakirchen
- Hössenthal zu Warngau
- Hub zu Fischbachau
- Huber zu Irschenberg
- Huber zu Weyarn
- Hufnagl zu Warngau
- Hummelsberg zu Warngau
- Hundham zu Fischbachau

↑ Zurück zum Inhaltsverzeichnis

### I
- Imbuchs zu Irschenberg
- Immenfeld zu Irschenberg
- Inselkam zu Holzkirchen
- Irschenberg

↑ Zurück zum Inhaltsverzeichnis

### J
- Jägerbauer zu Miesbach
- Jedling zu Irschenberg
- Jedlinger Mühle zu Irschenberg
- Jehl zu Warngau
- Josefsthal zu Schliersee

↑ Zurück zum Inhaltsverzeichnis

### K
- Kaishof zu Warngau
- Kalchöd zu Miesbach
- Kalkgraben zu Schliersee
- Kalkofen zu Rottach-Egern
- Kalten zu Irschenberg
- Kaltenbrunn zu Fischbachau
- Kaltenbrunn zu Gmund a.Tegernsee
- Kammerloh zu Waakirchen
- Kappelschuster zu Waakirchen
- Karlinger zu Irschenberg
- Karrenhub zu Irschenberg
- Kasthub zu Irschenberg
- Katzenberg zu Irschenberg
- Keilsried zu Waakirchen
- Kilian zu Weyarn
- Kindler zu Irschenberg
- Kirchlehen zu Warngau
- Kirchsteig zu Irschenberg
- Kirchweg zu Warngau
- Klafflehen zu Miesbach
- Klarer zu Bayrischzell
- Klarermühl zu Bayrischzell
- Kleinhalmannseck zu Fischbachau
- Kleinhartpenning zu Holzkirchen
- Kleinhöhenkirchen zu Weyarn
- Kleinhub zu Irschenberg
- Kleinkirchberg zu Fischbachau
- Kleinlechner zu Warngau
- Kleinpienzenau zu Weyarn
- Kleinschwaig zu Valley
- Kleinseeham zu Weyarn
- Kleinthal zu Miesbach
- Kloo zu Bayrischzell
- Köck zu Irschenberg
- Kogel zu Irschenberg
- Kögelsberg zu Holzkirchen
- Kogl zu Fischbachau
- Koller zu Fischbachau
- Kolmberg zu Irschenberg
- Köpferl zu Miesbach
- Krainsberg zu Schliersee
- Krauthof zu Miesbach
- Kreit zu Fischbachau
- Kreit zu Schliersee
- Kreuth
- Kreuzstraße zu Valley
- Krinning zu Irschenberg
- Krottenthal zu Waakirchen
- Krottenthaler Alm zu Waakirchen
- Krugalm zu Fischbachau
- Kuhberg zu Fischbachau
- Kühlechner zu Holzkirchen
- Kühzagl zu Rottach-Egern
- Kurzenberg zu Holzkirchen

↑ Zurück zum Inhaltsverzeichnis

### L
- Laffenthal zu Gmund a.Tegernsee
- Laim zu Hausham
- Lammerhof zu Fischbachau
- Langenegger zu Weyarn
- Lanzing zu Irschenberg
- Lechner zu Warngau
- Lehen zu Fischbachau
- Lehen zu Hausham
- Lehen zu Miesbach
- Lehenmühle zu Fischbachau
- Lehermann zu Irschenberg
- Lehner zu Warngau
- Leiten zu Hausham
- Leiten zu Irschenberg
- Leiten zu Kreuth
- Leithen zu Holzkirchen
- Leitzach zu Miesbach
- Lengfeld zu Irschenberg
- Lichtenau zu Miesbach
- Linnerer zu Weyarn
- Loch zu Warngau
- Locher zu Irschenberg
- Lochham zu Warngau
- Loder zu Irschenberg
- Loferer zu Miesbach
- Loiderding zu Irschenberg
- Louisenthal zu Gmund a.Tegernsee
- Ludwiger zu Warngau

↑ Zurück zum Inhaltsverzeichnis

### M
- Maier zu Fischbachau
- Maitz zu Holzkirchen
- Marbach zu Fischbachau
- Marienstein zu Waakirchen
- Markhaus zu Warngau
- Marksteiner zu Irschenberg
- Marold zu Warngau
- Marschall zu Holzkirchen
- Meister zu Warngau
- Miesbach
- Mittelgschwend zu Fischbachau
- Mittenkirchen zu Weyarn
- Mitterdarching zu Valley
- Moarhof zu Irschenberg
- Mölgg-Aberg zu Holzkirchen
- Moos zu Gmund a.Tegernsee
- Moos zu Irschenberg
- Moosbach zu Gmund a.Tegernsee
- Moosbauer zu Irschenberg
- Moosrain zu Gmund a.Tegernsee
- Moosrain zu Hausham
- Moosweber zu Irschenberg
- Mösl zu Hausham
- Mühlau zu Fischbachau
- Mühlau zu Miesbach
- Mühlkreit zu Fischbachau
- Mühlstatt zu Hausham
- Mühlthal zu Gmund a.Tegernsee
- Mühlthal zu Valley
- Mühlweg zu Warngau
- Müller am Baum zu Miesbach
- Müller in Mühle zu Schliersee

↑ Zurück zum Inhaltsverzeichnis

### N
- Naring zu Weyarn
- Nehaider zu Holzkirchen
- Neuhaus zu Schliersee
- Neuhaus zu Warngau
- Neuhäusel zu Irschenberg
- Neuhäusler zu Fischbachau
- Neuhäusler zu Warngau
- Neukirchen zu Weyarn
- Neuradthal zu Irschenberg
- Neustadl zu Valley
- Niederaltenburg zu Weyarn
- Niederhasling zu Irschenberg
- Niederhofen zu Bayrischzell
- Niemandsbichl zu Gmund a.Tegernsee
- Niklasreuth zu Irschenberg
- Noidach zu Bayrischzell
- Nudler zu Weyarn
- Nußbaum zu Irschenberg

↑ Zurück zum Inhaltsverzeichnis

### O
- Oberach zu Rottach-Egern
- Oberachau zu Fischbachau
- Oberdarching zu Valley
- Obergschwend zu Fischbachau
- Oberhasling zu Irschenberg
- Oberhof zu Kreuth
- Oberhof zu Miesbach
- Oberhöger zu Miesbach
- Oberkretzach zu Irschenberg
- Oberlaindern zu Valley
- Oberleiten zu Schliersee
- Oberlinner zu Miesbach
- Obermoos zu Irschenberg
- Oberwarngau zu Warngau
- Obholz zu Irschenberg
- Öd zu Fischbachau
- Öd zu Weyarn
- Oed zu Gmund a.Tegernsee
- Oed zu Irschenberg
- Oeder zu Fischbachau
- Offenstätter zu Irschenberg
- Oppenried zu Fischbachau
- Osten zu Fischbachau
- Osterberg zu Gmund a.Tegernsee
- Osterhofen zu Bayrischzell
- Osterwarngau zu Warngau
- Ostin zu Gmund a.Tegernsee
- Otterfing
- Ötz zu Weyarn

↑ Zurück zum Inhaltsverzeichnis

### P
- Palnkam zu Otterfing
- Parsberg zu Miesbach
- Pelletsmühl zu Holzkirchen
- Pfaffing zu Irschenberg
- Pfisterer zu Irschenberg
- Pförn zu Kreuth
- Pichl zu Hausham
- Piesenkam zu Waakirchen
- Pinkeneis zu Warngau
- Plankenhofer zu Warngau
- Plutzer zu Miesbach
- Point zu Fischbachau
- Point zu Kreuth
- Point zu Waakirchen
- Polz zu Warngau
- Ponlehen zu Irschenberg
- Ponleiten zu Irschenberg
- Poschanger zu Irschenberg
- Poschmühl zu Hausham
- Potzenberg zu Miesbach
- Pötzing zu Fischbachau
- Praßberg zu Waakirchen
- Pürstling zu Schliersee

↑ Zurück zum Inhaltsverzeichnis

### R
- Radthal zu Irschenberg
- Rain zu Hausham
- Rain zu Miesbach
- Rain zu Warngau
- Rainmühle zu Gmund a.Tegernsee
- Rank zu Fischbachau
- Raßhof zu Waakirchen
- Ratzenlehen zu Miesbach
- Rauscher zu Miesbach
- Rauscher zu Warngau
- Rechtal zu Warngau
- Reichersdorf zu Irschenberg
- Reinsberger zu Miesbach
- Reinthal zu Weyarn
- Reit zu Miesbach
- Reiter zu Irschenberg
- Reith zu Gmund a.Tegernsee
- Reith zu Holzkirchen
- Reitham zu Warngau
- Reitrain zu Kreuth
- Rennhäusl zu Gmund a.Tegernsee
- Rettenbach zu Fischbachau
- Rettenbeck zu Hausham
- Ried zu Fischbachau
- Ried zu Holzkirchen
- Ried zu Weyarn
- Riedberg zu Irschenberg
- Rieder zu Waakirchen
- Riedern zu Waakirchen
- Riedgasteig zu Irschenberg
- Rieding zu Irschenberg
- Riedl zu Gmund a.Tegernsee
- Riedl zu Irschenberg
- Riedler zu Bayrischzell
- Riedler zu Weyarn
- Riedlern zu Kreuth
- Ringsee zu Kreuth
- Rinnentrad zu Warngau
- Riß zu Schliersee
- Roggersdorf zu Holzkirchen
- Rohbogen zu Bad Wiessee
- Roßruck zu Fischbachau
- Rottach zu Rottach-Egern

↑ Zurück zum Inhaltsverzeichnis

### S
- Sacher zu Fischbachau
- Sakra zu Warngau
- Salmer zu Fischbachau
- Salzhub zu Irschenberg
- Sandbichl zu Fischbachau
- Sankt Quirin zu Gmund a.Tegernsee
- Sarreit zu Waakirchen
- Schafstatt zu Gmund a.Tegernsee
- Schaftlach zu Waakirchen
- Schärfen zu Kreuth
- Scharling zu Kreuth
- Schlachtham zu Irschenberg
- Schliersee
- Schliershofer zu Weyarn
- Schlosser zu Irschenberg
- Schmerold zu Gmund a.Tegernsee
- Schmerold zu Warngau
- Schmidham zu Valley
- Schneeberg zu Fischbachau
- Schneider zu Fischbachau
- Schneiderhäusl zu Gmund a.Tegernsee
- Schnellsried zu Fischbachau
- Schnitzenbaum zu Fischbachau
- Schönberg zu Miesbach
- Schönberger zu Fischbachau
- Schopf zu Miesbach
- Schopfgraben zu Miesbach
- Schorn zu Rottach-Egern
- Schreiern zu Fischbachau
- Schuß zu Gmund a.Tegernsee
- Schusterhäusl zu Warngau
- Schwaig zu Irschenberg
- Schwaig zu Schliersee
- Schwamham zu Irschenberg
- Schwarz zu Warngau
- Schwärzenbach zu Gmund a.Tegernsee
- Schwarzenberg zu Fischbachau
- Schwarzöd zu Weyarn
- Schweinberg zu Gmund a.Tegernsee
- Schweinthal zu Miesbach
- Schwibich zu Irschenberg
- Seeried zu Irschenberg
- Seestaller zu Miesbach
- Segenhaus zu Miesbach
- Seiding zu Weyarn
- Siebzger zu Miesbach
- Sinnetsbichl zu Irschenberg
- Sollach zu Valley
- Sonderdilching zu Weyarn
- Sonnenholz zu Fischbachau
- Sonnenhub zu Irschenberg
- Sonnenleiten zu Fischbachau
- Sonnenmoos zu Rottach-Egern
- Sonnenreuth zu Fischbachau
- Sonnenreuth zu Warngau
- Sonnenstatt zu Hausham
- Sperlasberg zu Irschenberg
- Spitzingsee zu Schliersee
- Sporer zu Irschenberg
- Stadl zu Fischbachau
- Stadlberg zu Miesbach
- Stadler zu Warngau
- Standkirchen zu Weyarn
- Starz zu Hausham
- Starzberg zu Irschenberg
- Staudach zu Rottach-Egern
- Staudach zu Waakirchen
- Stauden zu Fischbachau
- Staudinger zu Irschenberg
- Steinberg zu Miesbach
- Steinberg zu Waakirchen
- Steiner zu Warngau
- Steingraben zu Fischbachau
- Steingräber zu Warngau
- Stelzerhof zu Waakirchen
- Still zu Weyarn
- Stillner zu Warngau
- Stipfing zu Fischbachau
- Stocker zu Fischbachau
- Stög zu Fischbachau
- Stoib zu Miesbach
- Stolzenberg zu Irschenberg
- Straß zu Miesbach
- Streitau zu Irschenberg
- Streitwiese zu Fischbachau
- Stuben zu Kreuth
- Stubenbach zu Holzkirchen
- Stürzlham zu Weyarn
- Stuttlehen zu Warngau
- Sudelfeld zu Bayrischzell
- Sufferloh zu Holzkirchen
- Sulzgraben zu Miesbach
- Sutten zu Rottach-Egern

↑ Zurück zum Inhaltsverzeichnis

### T
- Tannried zu Warngau
- Taubenberg zu Warngau
- Tegernsee
- Teufelsgraben zu Holzkirchen
- Thalham zu Warngau
- Thalham zu Weyarn
- Thalhamer zu Irschenberg
- Thalhammer zu Miesbach
- Thalhäusler zu Fischbachau
- Thalmühl zu Warngau
- Thann zu Holzkirchen
- Thannseidl zu Holzkirchen
- Tiefenbach zu Hausham
- Tiefenthal zu Fischbachau
- Trach zu Fischbachau
- Tratberg zu Hausham
- Trinis zu Kreuth
- Trinis zu Rottach-Egern
- Trost zu Warngau

↑ Zurück zum Inhaltsverzeichnis

### U
- Unterdarching zu Valley
- Untergasteig zu Fischbachau
- Untergrünberg zu Fischbachau
- Untergschwend zu Fischbachau
- Unterhöger zu Miesbach
- Unterholz zu Irschenberg
- Unterkretzach zu Irschenberg
- Unterlaindern zu Valley
- Unterlinner zu Miesbach
- Untermoos zu Irschenberg
- Unteröd zu Fischbachau
- Unterschönau zu Irschenberg
- Unterschönberg zu Fischbachau
- Unterwallberg zu Rottach-Egern
- Unterwartbichl zu Miesbach
- Urschenthal zu Waakirchen
- Uslau zu Fischbachau

↑ Zurück zum Inhaltsverzeichnis

### V
- Valepp zu Schliersee
- Valley
- Voglsang zu Miesbach
- Vorderauerberg zu Fischbachau
- Vorderhöher zu Warngau

↑ Zurück zum Inhaltsverzeichnis

### W
- Waakirchen
- Wachlehen zu Miesbach
- Wackersberg zu Gmund a.Tegernsee
- Walch zu Miesbach
- Waldhof zu Gmund a.Tegernsee
- Wall zu Warngau
- Wallberg zu Rottach-Egern
- Wallenburg zu Miesbach
- Wartbichl zu Irschenberg
- Wattersdorf zu Weyarn
- Wehdorn zu Gmund a.Tegernsee
- Weidenau zu Warngau
- Weißach zu Kreuth
- Weißach zu Rottach-Egern
- Weißenbach zu Fischbachau
- Wendelsteinhaus zu Bayrischzell
- Wendling zu Irschenberg
- Westengern zu Fischbachau
- Westenhofen zu Schliersee
- Westin zu Weyarn
- Westner zu Fischbachau
- Wettlkam zu Otterfing
- Wetzelsberg zu Fischbachau
- Weyarn
- Wiedmann zu Irschenberg
- Wienbauer zu Irschenberg
- Wieser zu Irschenberg
- Wieser zu Warngau
- Wildbad Kreuth zu Kreuth
- Wildschwaiger zu Valley
- Willenberg zu Irschenberg
- Wilparting zu Irschenberg
- Winastött zu Irschenberg
- Windwart zu Irschenberg
- Winkel zu Holzkirchen
- Winkl zu Fischbachau
- Winkl zu Miesbach
- Winner zu Bad Wiessee
- Wölfl zu Warngau
- Wolfsgrub zu Rottach-Egern
- Wöllkam zu Irschenberg
- Wörnsmühl zu Fischbachau

↑ Zurück zum Inhaltsverzeichnis

### Z
- Zahlersberg zu Gmund a.Tegernsee
- Zehenthofer zu Weyarn
- Zieglhaus zu Irschenberg
- Zipflwirt zu Bayrischzell

↑ Zurück zum Inhaltsverzeichnis